# متولد ۶۵
متولد ۶۵ فیلمی ایرانی به کارگردانی مجید توکلی، نویسندگی جمیله دارالشفایی و تهیه‌کننده محمدمهدی عسگرپور است که در ۱۳۹۴ به نمایش درآمد. پدرام شریفی و هنگامه حمیدزاده از بازیگران اصلی این فیلم هستند.
این فیلم برای حضور در بخش نگاه نو سی و چهارمین دوره جشنواره فیلم فجر انتخاب و در آبان ۱۳۹۵ در سینماهای ایران اکران شد.

## داستان
خاطره و افشار، دختر و پسر جوانی هستند که تازه با یکدیگر آشنا شده‌اند و تصمیم به ازدواج با یکدیگر را دارند. این دو در خانواده‌هایی با وضع مالی ساده بزرگ شده‌اند. ساده، بی‌نوا، و غیرتجملاتی. اما در سالگرد روز آشناییشان تصمیم می‌گیرند با سرکارگذاشتن مردم، با هم خوش باشند. آن‌ها کلی جنس از مغازه را به پیشخوان می‌دهند و فرار می‌کنند، یک کت از بوتیک قرض می‌گیرند، به بهانهٔ خریدن، سوار یک مازراتی می‌شوند، و در آخر تصمیم می‌گیرند به‌عنوان خریدار وارد خانه‌ای در بالاشهر بشوند و آن‌جا ناهار بخورند.

## بازیگران
- پدرام شریفی
- هنگامه حمیدزاده
- احسان امانی
- مریم سعادت
- علی استادی
- کامران ملکی
- مهتاب ثروتی
- لادن نازی
- احسان بیات‌فر
- مجید رضایی
- آنا نعمتی